# Karin Mortensen
Karin Ørnhøj Mortensen (født 26. september 1977 i Horsens) er en dansk tidligere håndboldspiller, der spillede som målvogter.

## Håndbolddkarriere

### Klubhåndbold
Karin Mortensen spillede i Vejlby-Risskov Idrætsklub, Horsens HK, Ikast-Bording Elite Håndbold og SK Århus samt afslutningsvis FCK Håndbold/FIF.

### Landshold
Karin Mortensen debuterede på det danske landshold kort før OL 2000 i Sydney og kom med til legene, da Gitte Sunesen blev skadet. Ved legene spillede hun to af holdets indledende kampe og var dermed med til at sikre, at Danmark genvandt OL-guldet.
Hun blev hurtigt en bærende kraft på landsholdet og var med til alle de slutrunder, Danmark deltog i frem til og med OL 2012 i London. Hun nåede i alt 233 landskampe, hvilket gjorde hende til den spiller med næstflest kampe for det danske landshold, da hun stoppede på landsholdet i september 2012.
Hendes største triumf kom ved EM i 2002 på hjemmebane, hvor Danmark vandt guld og Mortensen blev kåret som turneringens bedste spiller. Hun var også med ved OL 2004 i Athen, hvor hun var med til at vinde det tredje OL-guld i træk til Danmark. Denne gang stod hun langt flere af Danmarks kampe, herunder finalen, hvor hun blandt andet med to redninger i den afgørende straffekastkonkurrence var stærkt medvirkende til den danske triumf. Ved EM senere samme år var hun ligeledes en stor del i de sølvmedaljer, Danmark vandt ved den lejlighed.

## Øvrige karriere
Samtidig med sin håndboldkarriere uddannede Karin Mortensen sig til fysioterapeut, og i dag er hun medejer af en klinik i København.